# Délit de séduction
Délit de séduction è un film pornografico francese del 1993, diretto da Michel Ricaud. Si tratta di una parodia hard vagamente ispirata al film Il silenzio degli innocenti di Jonathan Demme (1991).

## Trama
Bandor è un pericoloso maniaco sessuale. Da tempo attacca le mogli di gente altolocata. Corinne, una ragazza molto bella, membro di una squadra di protezione VIP, è incaricata di trovare il pervertito con tutti i mezzi.

## Premi
- 1994: Hot d'Or come miglior film europeo[1]
- 1994: Hot d'Or come miglior regista europeo a Michel Ricaud
- 1994: Hot d'Or per il miglior attore europeo a Christophe Clark[1]